# Cyligramma fluctuosa
Cyligramma fluctuosa là một loài bướm đêm thuộc họ Noctuidae. Nó được tìm thấy ở Châu Phi, bao gồm Sierra Leone.

## Hình ảnh

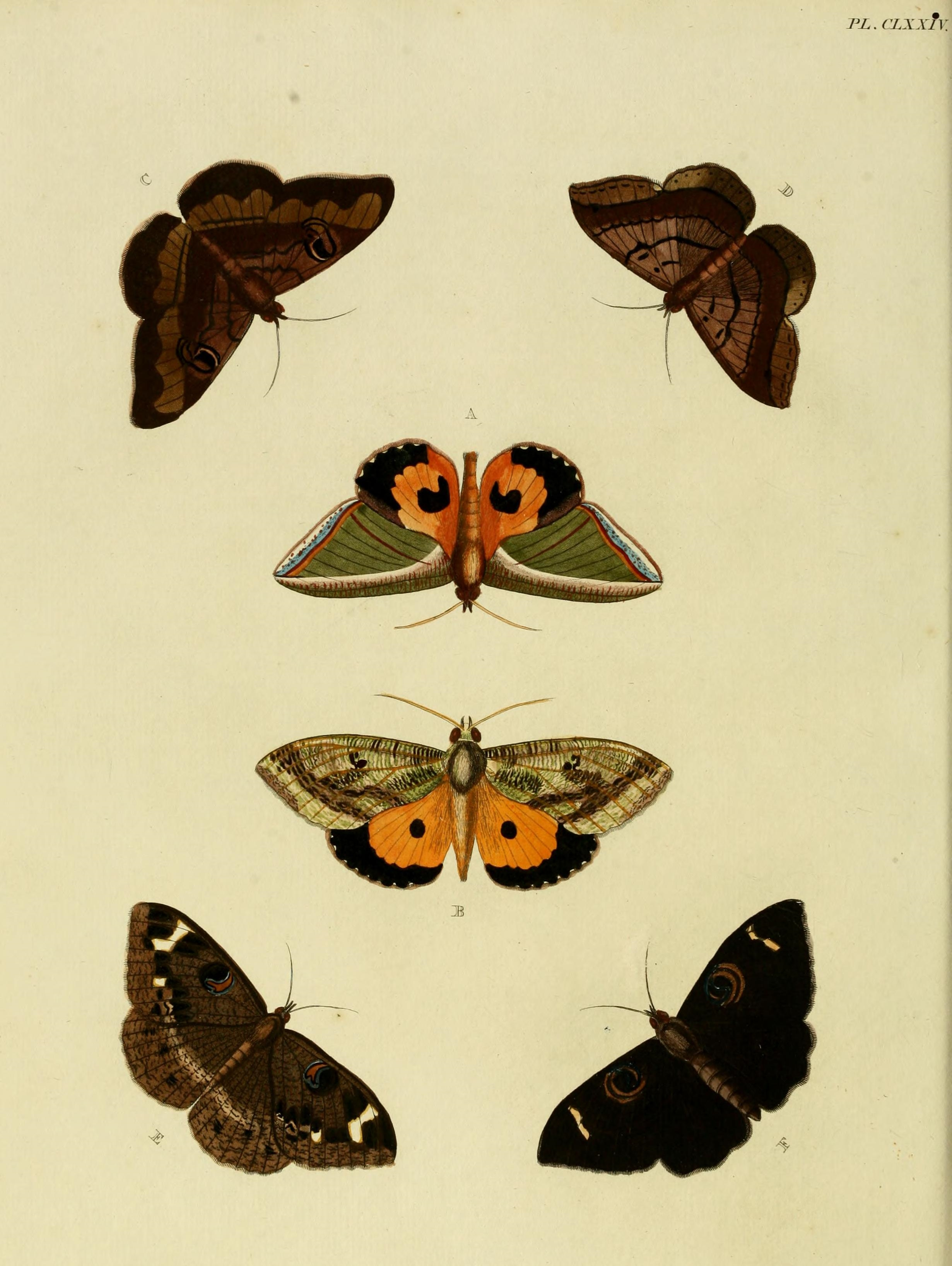